# 佐藤秀和
佐藤 秀和（さとう ひでかず、1986年6月7日 - ）は、日本の男子陸上競技選手（長距離種目）。宮城県加美町出身。仙台育英学園高等学校卒業、順天堂大学を経てトヨタ紡織に所属した。

## 略歴・人物
2002年高校駅伝の新興校である仙台育英高校に入学、その後から本格的に陸上競技に取り組んだ。元々はサッカーをしていたが宮城県中学校総合体育大会の駅伝に出場していたところ、渡辺高夫監督により見出されたことが転向のきっかけであるという。練習ではサムエル・ワンジルと切磋琢磨し力をつけた。
高校3年時には、当時佐久長聖高校3年の佐藤悠基とともにインターハイ、国体、国内主要駅伝大会等においてレベルの高い競走を繰り広げて実業団でも十分通用するほどの突出した成績を残し、ダブル佐藤という言葉まで発生した。2004年7月の第10回世界ジュニア陸上競技選手権10000mでは29分02秒03をマークして自己記録を更新、7位入賞の成績を残した。2004年10月の第59回国民体育大会少年A5000mでは13分39秒87の日本高校記録を樹立した。
2005年順天堂大学に進学した後は両ひざ・足首・太ももと故障が続き精彩を欠いたが、大学2年夏には母校・仙台育英高校で練習を行なうなど試行錯誤を重ねた結果、第83回東京箱根間往復大学駅伝競走で4区区間賞を獲得。今井正人らとともに順天堂大学の箱根駅伝総合優勝に貢献した。その後、家庭の事情を理由に陸上競技部を退部し、大学をも中退。大学側は事情を考慮し、佐藤を休学扱いにした。その後、仙台育英高校時代の恩師である渡辺監督が、社会人実業団チームのトヨタ紡織・亀鷹律良監督に打診し、その結果トヨタ紡織へ入社・入部し、2010年まで所属した。

## 主な成績
- 2003年12月 - 全国高校駅伝で4区を走り、大会国内国際記録を更新しての優勝に貢献。
- 2004年8月 - インターハイ5000m4位（日本人2位）
- 2004年10月 - 国体5000m2位。13分39秒87のタイムで走り、当時の日本高校記録を更新。この記録は2020年7月に石田洸介（東京農業大学第二高等学校）が13分36秒89を出すまで[3]、16年近く高校記録として破られなかった
- 2004年12月 - 日体大長距離記録会10000mで28分10秒32のタイムで走り、日本高校最高記録を上回り、ヘルシンキ世界陸上参加標準記録に肉迫した。しかしながら、同レースに出走していた佐藤がこれを3秒ほど上回るタイムで先着したため、当時歴代2位の記録となった。
- 2004年12月 - 全国高校駅伝で1区を走り日本人トップ、大会国内国際記録を更新しての優勝（2連覇）に貢献。
- 2006年1月 - 箱根駅伝で1区を走り、往路優勝に貢献。
- 2007年1月 - 箱根駅伝で4区を走り区間賞を獲得し、往路優勝ならびに総合優勝に貢献する。
- 2007年3月 - 世界クロスカントリー選手権日本代表。
- 2008年1月 - ニューイヤー駅伝で社会人1年目ながら、4区を走り区間3位の好走。また全国都道府県対抗男子駅伝競走大会で3区を走りライバルの佐藤悠基と競り合い、6秒差で走りきった。
- 2008年3月 - 世界クロスカントリー選手権日本代表。

## 自己記録
- 5000m - 13分33秒86（2008年7月20日：日本体育大学長距離競技会）
- 10000m - 28分10秒32（2004年11月27日：NIGHT OF ATHLETIC）※高校歴代2位